# Fórmulas de Mollweide

Un triángulo. Los ángulos α, β y γ son los opuestos, respectivamente, a los lados a, b y c.

En trigonometría, las fórmulas de Mollweide, o en algunos textos antiguos ecuaciones de Mollweide, que llevan el nombre de Karl Mollweide, son unas relaciones entre los lados y los ángulos de un triángulo. Se pueden usar para comprobar el resultado de la resolución de triángulos.
Sean a, b y c las longitudes de los tres lados de un triángulo y sean α, β y γ las medidas de los ángulos opuestos a estos tres lados respectivamente. Las fórmulas de Mollweide establecen que:
{\displaystyle {\frac {a+b}{c}}={\frac {\cos \left({\frac {\alpha -\beta }{2}}\right)}{\operatorname {sen} \left({\frac {\gamma }{2}}\right)}}}
y que:
{\displaystyle {\frac {a-b}{c}}={\frac {\operatorname {sen} \left({\frac {\alpha -\beta }{2}}\right)}{\cos \left({\frac {\gamma }{2}}\right)}}.}
Cada una de estas identidades utiliza seis medidas de un triángulo: los tres ángulos y la longitud de los tres lados.

## Cuadrilátero cíclico
Una generalización de la fórmula de Mollweide se cumple para un cuadrilátero cíclico {\displaystyle \square ABCD.} Denotando las longitudes de los lados como {\displaystyle |AB|=a,} {\displaystyle |BC|=b,} {\displaystyle |CD|=c,} y {\displaystyle |DA|=d} y las medidas de los ángulos como {\displaystyle \angle {DAB}=\alpha ,} {\displaystyle \angle {ABC}=\beta ,} {\displaystyle \angle {BCD}=\gamma ,} y {\displaystyle \angle {CDA}=\delta .} Si {\displaystyle E} es el punto de intersección de las diagonales, denotando {\displaystyle \angle {CED}=\theta ,} entonces:
{\displaystyle {\begin{aligned}{\frac {a+c}{b+d}}&={\frac {\sin {\tfrac {1}{2}}(\alpha +\beta )}{\cos {\tfrac {1}{2}}(\gamma -\delta )}}\tan {\tfrac {1}{2}}\theta ,\\[10mu]{\frac {a-c}{b-d}}&={\frac {\cos {\tfrac {1}{2}}(\alpha +\beta )}{\sin {\tfrac {1}{2}}(\delta -\gamma )}}\cot {\tfrac {1}{2}}\theta .\end{aligned}}}
Un triángulo puede considerarse como un cuadrilátero con un lado de longitud cero. Desde esta perspectiva, a medida que {\displaystyle d} se aproxima a cero, un cuadrilátero cíclico converge en un triángulo cíclico (todos los triángulos son cíclicos), y las fórmulas anteriores se simplifican a las fórmulas análogas de triángulos.